# Équipe du pays de Galles de rugby à XV au Tournoi des Cinq Nations 1979
L'Équipe du pays de Galles de rugby à XV au Tournoi des Cinq Nations 1979 termine première en remportant trois victoires et en perdant un seul match (par 13-14) contre l'équipe de France.  Le pays de Galles conclut ainsi une série de huit victoires en onze ans dans le Tournoi des Cinq Nations, de 1969 à 1979. Il lui faudra attendre ensuite neuf ans, le Tournoi des Cinq Nations 1988 pour obtenir une nouvelle victoire (partagée) dans le Tournoi, et vingt-six ans pour avoir une nouvelle victoire non-partagée. Vingt et un joueurs contribuent à ce succès, sous la conduite de leur capitaine emblématique JPR Williams. Ce dernier est le seul joueur gallois à avoir remporté les huit succès dans le tournoi de 1969 à 1979 inclus.

## Liste des joueurs

### Première ligne
- Charlie Faulkner
- Bobby Windsor
- Graham Price
- John Richardson
- Alan Phillips

### Deuxième ligne
- Allan Martin
- Geoff Wheel
- Mike Roberts
- Barry Clegg

### Troisième ligne
- Paul Ringer
- Jeff Squire
- Derek Quinnell

### Demi de mêlée
- Terry Holmes

### Demi d’ouverture
- Gareth Davies

### Trois-quarts centre
- Steve Fenwick
- Ray Gravell
- David Richards

### Trois-quarts aile
- JJ Williams
- Elgan Rees

### Arrière
- JPR Williams  (capitaine)
- Clive Griffiths

## Résultats des matchs
- Le 20 janvier, victoire 19-13 contre l'équipe d'Écosse à Édimbourg
- Le 3 février, victoire 24-21 contre l'équipe d'Irlande à Cardiff
- Le 17 février, défaite 13-14 contre l'équipe de France  à Paris
- Le 17 mars, victoire 27-3 contre l'équipe d'Angleterre à Cardiff

## Statistiques

### Meilleur réalisateur
- Steve Fenwick : 38 points

### Meilleurs marqueurs d'essais
- Terry Holmes et Elgan Rees : 2 essais